# Ненад Бјековић (фудбалер, 1974)
Ненад Бјековић јуниор (Београд 17. фебруар 1974) је бивши српски фудбалер и син Ненада Бјековића. Играо је на позицији нападача.

## Каријера
Каријеру је почео у Партизану 1991. године, да би после прве године играо у Француској у Олимпику из Марсеља, Нанту и ФК Шатору по 1 сезону. Касније се вратио у Партизан да би се и тамо задржао само 1 сезону. Касније је играо у Грчкој у АЕК-у (где се опет сусрео са његовим бившим тренером Љубишом Тумбаковићем, па у Холандији у Фортуни Ситард (у оба клуба по 1 сезону) и на крају је играо у Белгији у Ломелу где се задржава 2 сезоне и где 2003. године завршава играчку каријеру.